# Lugares sacros bahaíes en Haifa y Galilea occidental

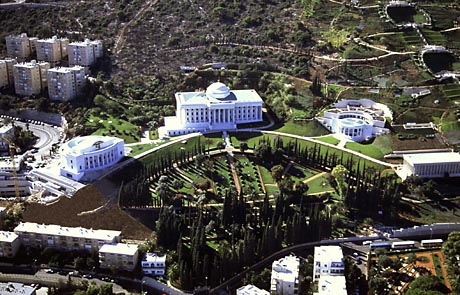
Vista aérea del Arco, en el Centro Mundial Bahaí

Los edificios del Centro Mundial Bahaí son edificios que forman parte del Centro Mundial Bahaí en Israel. Los edificios del Centro Mundial Bahaí incluyen tanto los lugares sagrados bahaíes que son visitados durante la peregrinación y los cuerpos administrativos internacionales del bahaísmo, está compuesto por 20 despachos administrativos diferentes, edificios de peregrinación, bibliotecas, archivos, residencias históricas y santuarios. Estas estructuras están establecidas entre todos los 30 diferentes jardines y/o terrazas individuales.
Los edificios están localizados en Haifa y Acre en Israel. La localización de los edificios del Centro Mundial tienen su raíz en el aprisionamiento de Bahá'u'lláh en Acre, cerca de Haifa, por el Imperio Otomano durante su soberanía sobre Palestina, actualmente Israel.
Los lugares sacros bahaíes en Haifa y alrededores de Acre, que comprenden las terrazas y el Santuario de El Báb en la ladera septentrional del Monte Carmelo, el Santuario de Bahá'u'lláh, la Mansión de Bahjí, y una casa en Mazra'ih, fueron inscritos como Patrimonio de la Humanidad en julio de 2008. Los lugares sacros del bahaísmo "son los primeros sitios relacionados con una tradición religiosa relativamente nueva en ser reconocidos como Patrimonio de la Humanidad." La Unesco consideró los sitios "por ser testigos de la sólida tradición de peregrinación existente en la fe bahaí y por el profundo significado que tienen para quienes la profesan."

## Haifa
Haifa es la tercera mayor ciudad de Israel, un puerto marítimo, localizada en la costa del Mediterráneo. En 1891 Bahá'u'lláh en persona designó el Monte Carmelo como el lugar para el Santuario del Báb. Después, Bahá'u'lláh escribió en la Epístola del Carmelo que el Monte Carmelo se convertiría en un lugar físico para el Centro Mundial Bahaí.

### Santuario de El Báb
El Santuario de El Báb es el lugar donde fueron sepultados los restos mortales de El Báb. El lugar fue designado por Bahá'u'lláh mismo en 1891 mientras estaba en los alrededores del Monte Carmelo con 'Abdu'l-Bahá. El santuario fue construido por 'Abdu'l-Bahá en 1909. Muchos años después, la estructura fue completada por Shoghi Effendi y finalmente concluida en 1953.
El arquitecto era William Sutherland Maxwell, un bahaí canadiense que era arquitecto de Beaux-Arts y suegro de Shoghi Effendi. Shoghi Effendi proporcionó guía en general, incluyendo la utilización de modelos occidentales y orientales, pero dejó los detalles artísticos para Maxwell. El diseño de Maxwell de la columna de granito de Rosa Baveno, Oriental-style Chiampo stone arches y la cúpula que significa la armonía de oriente y occidente en proporciones y estilos. Algunos de los aspectos restantes de la ingeniería estructural de la bóveda fueron diseñados por el profesor H. Neumann de la Universidad Técnica de Haifa.
Después del fallecimiento de Maxwell en 1952, Leroy Ioas, un bahaí americano que estuvo asociado de forma próxima con la Casa de Adoración Bahaí en Wilmette, en Ilinois, ayudó a Shoghi Effendi en el proceso de construcción. Ioas empleó sus habilidades administrativas y su mente práctica para supervisar el edificio en la parte de la estructura cilíndrica y de la cúpula, una tarifa hecha sin la disponibilidad de máquinas sofisticadas.

### Santuario Temporal de Abdu'l-Bahá
El Santuario de 'Abdu'l-Bahá es el lugar donde el cuerpo de 'Abdu'l-Bahá fue temporalmente sepultado. Se encuentra en una de las salas del Santuario de El Báb. El Santuario de 'Abdu'l-Bahá será puesto en una nueva estructura que se construirá en el futuro.

### Edificios del Arco
El Arco compone varios edificios administrativos que fueron revelados por Bahá'u'lláh en el Epístola del Carmelo, construidos en forma de arco incluyendo la sede de la Casa Universal de Justicia, el edificio del Centro Internacional de Enseñanza, los Archivos Internacionales Bahaíes y el Centro de Estudios de Textos Sagrados. El quinto edificio, la Biblioteca Internacional Bahaí aún se encuentra en construcción.

#### Sede de la Casa Universal de Justicia
La sede de la Casa Universal de Justicia es un edificio localizado en Haifa, Israel. La "Casa Universal de Justicia" es la institución máxima de la comunidad bahaí, designada como tal por Bahá'u'lláh. El edificio es entonces la sede para el funcionamiento administrativo de esta institución, e incluye salones para recibir a grandes dignatarios y a los peregrinos. También posee algunas oficinas del Centro Mundial Bahaí.
Localizado en el ápice del Arco y construido con sesenta columnas corintias alrededor, se asemeja al edificio de los Archivos Internacionales. El arquitecto fue Hossein Amanat y el edificio se terminó en 1982 durante la segunda etapa de construcción del Arco, que pasó a ser ocupado en 1983.
Durante la peregrinación bahaí los miembros de la Casa Universal de Justicia saludan a cada uno de los peregrinos antes de que entren a visitar las otras áreas principales del edificio.

#### Edificio del Centro Internacional de Enseñanza
Construido en la tercera etapa de construcción del Arco, el edificio del Centro Internacional de Enseñanza fue acabado en 2001. El arquitecto fue Hossein Amanat.

#### Centro de Estudio de los Textos Sagrados
Construido en la tercera etapa de construcción del Arco, el Centro de Estudio de los Textos Sagrados en una base para los eruditos y traductores que traducen los textos bahaíes para proporcionar asistencia a la Casa Universal de Justicia. El arquitecto fue Hossein Amanat y el edificio fue acabado en 1999.

#### Archivo Internacional
El Archivo Internacional es el primer edificio, del Arco, que fue construido y almacena muchos artículos sagrados para la fe bahaí, aunque fue construido para poder contemplar las pinturas y dibujos de Bahá’u’lláh y de El Báb, incluyendo una fotografía de Bahá’u’lláh. Algunos de esos artículos pueden ser consultados en Internet, sin embargo, los bahaíes los prefieren ver en una atmósfera de reverencia, durante la peregrinación.
Shoghi Effendi usó el Partenón como base para el diseño, posiblemente por su belleza duradera por de miles de años. Los capiteles de las cincuenta columnas son de estilo jónico más que de estilo dórico. Se concluyó su construcción en 1957 pero Shoghi Effendi no vivió lo suficiente como para concluir el interior. Eso cayó bajo la responsabilidad de su esposa, Rúhiyyih Khanum.
Anteriormente los tres cuartos del Santuario de El Báb y el edificio de al lado de los Jardines de los Monumentos (conocidos actualmente  como Departamento de los Lugares Sagrados) servían como edificios temporales de archivo.

#### Biblioteca Internacional Bahaí
La Biblioteca Internacional Bahaí instruida por Shoghi Effendi aún está por ser construida, aunque almacena una gran colección de literatura bahaí.

### Jardines de los Monumentos
Los Jardines de los Monumentos es un área de jardines donde se encuentran los túmulos de algunos miembros de la familia sagrada bahaí:
- Mírzá Mihdí — hijo más joven de Bahá'u'lláh y Navváb
- Navváb — primera esposa de Bahá'u'lláh
- Bahíyyih Khánum — hija de Bahá'u'lláh
- Munírih Khánum — esposa de Abdu’l-Bahá